# Лажар, Жан Батист
Жан Батист Феликс Лажар (фр. Jean Baptiste Félix Lajard; 30 марта 1783, Лион — 19 сентября 1858) — французский археолог и дипломат.
Являясь секретарём посольства в Персии, изучил древние религии Востока и составил богатую коллекцию вавилонских цилиндров, находящихся в настоящее время в Парижской национальной библиотеке. Особое значение имеют труды Лажара, посвященные митраизму.
Главные работы:
- «Nouvelles observations sur le grand bas-relief mithriaque de la collection Borghesè» (1828);
- «Mémoires sur les deux bas-reliefs mithriaques, qui ont été découverts en Transylvanie» (1830);
- «Recherches sur le culte, les symboles, les attributs et les monuments figurés de Vénus en Orient et en Occident» (1837);
- «Recherches sur le culte public et les mystères de Mithra en Orient et en Occident» (1847).